# Gli orsi e le api
Gli orsi e le api (The Bears and the Bees) è un film del 1932 diretto da Wilfred Jackson. È un cortometraggio animato della serie Sinfonie allegre, prodotto dalla Walt Disney Productions e uscito negli Stati Uniti il 9 luglio 1932, distribuito dalla United Artists.